# 北良治
北 良治（きた りょうじ、1936年10月12日 - 2021年10月27日）は、日本の政治家。北海道奈井江町長（8期）。

## 家族
父は奈井江村長や衆議院議員を務めた北勝太郎。兄に衆議院議員を務めた北二郎や北海道開発庁長官・開発庁長官を務めた北修二がいる。

## 経歴
北海道空知郡奈井江村出身。1954年野幌機農高等学校卒業。農機具メーカー勤務を経て、1967年に奈井江町議に初当選し、以後連続5期務めた。1979年に奈井江町議会副議長、1983年に奈井江町議会議長を務めた後、1986年奈井江町長選に立候補し初当選。8期32年務めた
。この他、空知町村会監事や空知町村会会長、北海道町村会理事、全国町村会理事なども務めた。
2021年10月27日午前1時56分､S状結腸癌のため奈井江町立国民健康保険病院で死去｡85歳没｡

## エピソード
- 町政の重点政策は福祉と医療の充実化であり、町長当選後、1998年歌志内市、新十津川町、上砂川町、浦臼町、雨竜町と連携して介護保険事業を行うことを提案し、空知中部広域連合を結成して、北海道の先進的な例として有名となるなど様々な取り組みを行った。
- 同じ「砂川」の名を持つ上砂川町とも市町村合併の話も上がるも双方の意見が合わず合併には至らなかった。
- 町長公用車の廃止を行った[6]。
- 2010年町長選にも「町民主体のまちづくり」「広域連携の継続強化」「保健医療福祉の充実」「教育・子育ての支援の充実」「産業活性化」を公約に掲げた。
- 保守系であるが、政策手腕を評価されて日本共産党の支持および推薦を受けていた[7][8]。

## 著書
- 佐藤克廣・大久保尚孝共著『分権時代の自治体経営』（公人の友社、1998年）
- 森啓ほか共著『「市町村合併」の次は「道州制」か 』（公人の友社、2006年）
- 逢坂誠二ほか共著『三位一体改革と自治体財政』（公人の友社、2006年）